# 北風と太陽

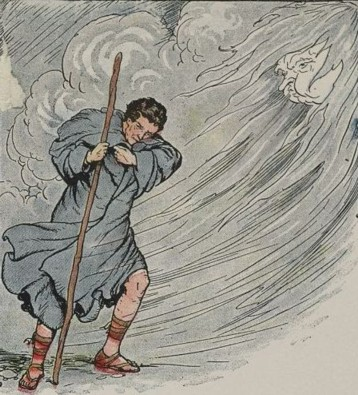
まず、北風が力いっぱい吹いて旅人の上着を吹き飛ばそうとするが、かえって上着をしっかり押さえてしまった。

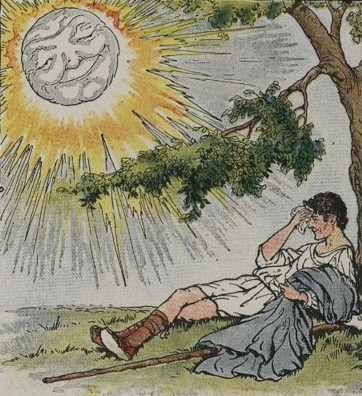
次に、太陽が燦々と
照りつけると、旅人は自ら上着を脱ぎ、太陽の勝ちとなった。

『北風と太陽』（きたかぜとたいよう）は、イソップ寓話の一つである。
ペリー・インデックスは46、アールネ・トンプソンのタイプ・インデックスは298である。
物事に対して厳罰で臨むよりも、寛容的に対応する方が得策という教訓として、広く知られている。また、音声学における例文としても選ばれている。

## あらすじ
ある時、北風と太陽が力比べをしようとする。そこで、通りすがりの旅人の外套を脱がせることができるかという勝負をすることになった。
まず、北風が力いっぱい吹いて、旅人の外套を吹き飛ばそうとする。しかし、寒さを嫌った旅人が外套をしっかり押さえてしまい、北風は旅人の服を脱がせることができなかった。
その次に、太陽が燦燦と暖かな日差しを照りつけた。すると旅人は暑さに耐え切れず、今度は自分から外套を脱いでしまった。こうして太陽の勝ちとなった。

## 解説
デール・カーネギーの自己啓発書の名著『人を動かす』において、この寓話が紹介されており非常に分かりやすく説明されている。
同著において、人を説得しようとした際には、北風のように強引に言い聞かせようとしたり怒鳴っても、相手を意固地にさせたり反発を食らうだけである。太陽のように、穏やかに暖かな感情で話しかけることが肝心であると説かれている。
ここでいう太陽とは、「親切」「友愛」「感謝」の心であり、世の一切の怒声よりもたやすく人の心を変えることが出来ると、カーネギーは説明している。

## 歴史
この寓話は古代ギリシャでよく知られていた。アテナイオスの記録によると、ロドスのヒエロニムスが『歴史ノート』の中で、太陽の神ヘーリオスと北風の神ボレアースの話を元にした、エウリピデスに対するソポクレスの風刺詩を引用している。その内容は、ソポクレスが愛を育んだ少年に自分のマントを盗まれたというものである。エウリピデスは、自分もその少年と付き合っていたが、そのようなことはされなかったと言った。それに対するソポクレスの返答は、エウリピデスの不義を風刺するものであった。
私を裸にしたのは太陽であって、少年ではなかった。エウリピデス、お前はというと、他人の妻にキスをしていたら、北風がお前をねじ伏せた。他人の畑に種をまくお前が、エロスをひったくり犯だと非難するのは賢明ではない。
数世紀後、アヴィアヌスによって、この寓話のラテン語版がDe Vento et Sole（風と太陽の寓話4）として初めて登場した。初期の英語版や、ヨハン・ゴットフリート・ヘルダーによるドイツ語版（Wind und Sonne）のタイトルも「風と太陽」となっている。「北風と太陽」というタイトルが使われるようになったのは、ヴィクトリア朝中期以降のことである。アヴィアヌスの詩では、登場人物を北風の神ボレアースと太陽の神ポイボスとしており、ラ・フォンテーヌの『寓話』ではPhébus et Borée（ポイボスとボレアース）というタイトルになっている。
ラ・フォンテーヌよりも早くフランス語の詩による寓話集を編纂していたジル・コロゼは、自分のエンブレム・ブックの中で太陽と風の戦いの寓話を2度取り上げている。その最初の作品である"Hecatomgraphie"（1540年）では、4行の物語に、冬の風の下で毛皮のマントを閉じている男と、太陽の光の下で裸になっている男の木版画が添えられている。寓話のタイトルはPlus par doulceur que par force（力よりも優しさで）となっている。この絵は、コロゼの晩年の作品"Emblemes"（1543年）の中の別の詩にも使われており、冬と夏で服装を変えるように、必要に応じて楽しみながら慎重に行動し、状況に応じて賢く対応することを説いている。
ヴィクトリア朝時代に出版された本では、この寓話に"Persuasion is better than force"（説得は力に勝る）という教訓がつけられている。しかし、他の時代には異なる方法で表現されていた。1667年に出版されたバーロウ版では、アフラ・ベーンがストア派の信念である「全ての情熱には中庸を選び、極端になると悪い結果を生む」という教訓を導き出した。18世紀には、ヘルダーが「優れた力は人間を冷たくするが、キリストの愛の暖かさはそれを払拭する」という神学的な結論を出し、ウォルター・クレインが1887年に発表したリメリック版では「真の強さは威勢の良さではない」という心理学的な解釈がなされている。ガイ・ウェットモア・カリルがこの寓話をユーモラスに書き直した"The Impetuous Breeze and the Diplomatic Sun"（衝動的なそよ風と外交的な太陽）では、「機転こそが学ぶべき教訓である。そこでは、人間と風の間で競争が行われており、太陽は目的を達成するための正しい方法を示しているだけなのである。」と結論づけている。
ほとんどの例では道徳的な教訓が示されているが、ラ・フォンテーヌの『寓話』では、アヴィアヌスの詩の「脅しで始める者は勝てない」という結論にもあった政治的な応用を示唆している。例えば、韓国の太陽政策や日本とミャンマーの軍事政権との関係など、現代の外交政策において、この読み方の明確な影響を受けているものもある。

## 芸術において

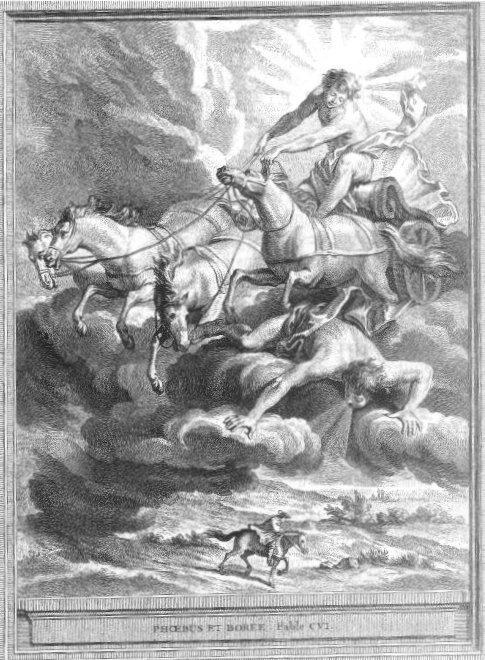
ジャン＝バティスト・ウードリーによる『北風と太陽』の版画作品

ジャン・レストゥーは、1738年にオテル・ド・スービーズの依頼で『北風と太陽』の絵を描いた。この絵には、山の中を嵐に吹かれながら馬に乗る旅人が描かれている。
ジャン＝バティスト・ウードリーの同じ題材の版画では、遠近法を逆転させ、神が雲の馬車に乗り、馬に乗った旅人は下に小さく描かれている。ギュスターヴ・モローが1879年に描いた寓話シリーズの水彩画も、同様の視点で描かれている。1972年、カナダ国立映画庁が3分間の子供向けアニメーション映画を制作した。また、1987年に発行されたギリシャの切手にも描かれている

## 音声学のサンプルテキストとして
この寓話は、言語の音声学的説明における話し言葉のサンプルとしてもよく使用されている。『国際音声学会(IPA)ハンドブック』や"Journal of the International Phonetic Association"では、この寓話の各言語への翻訳が国際音声記号に書き換えられている。これは、ある言語の母語話者以外を対象としたテストや、地域的な使用法のテストを行う際に、英語で発生する全ての音素対比を引き出す目的で、IPAが推奨しているものである。例えば、『国際音声学会ハンドブック』のアメリカ英語の記述には、サンプルテキストとして次のように記載されている。
Broad transcription
[ðə ˈnoɹθ ˌwɪnd ən (ð)ə ˈsʌn wɚ dɪsˈpjutɪŋ ˈwɪtʃ wəz ðə ˈstɹɑŋɡɚ, wɛn ə ˈtɹævəlɚ ˌkem əˈlɑŋ ˈɹæpt ɪn ə ˈwoɹm ˈklok.]
[ðe əˈɡɹid ðət ðə ˈwʌn hu ˈfɚst səkˈsidəd ɪn ˈmekɪŋ ðə ˈtɹævəlɚ ˈtek ɪz ˈklok ˌɑf ʃʊd bi kənˈsɪdɚd ˈstɹɑŋɡɚ ðən ðɪ ˈəðɚ.]
[ðɛn ðə ˈnoɹθ ˌwɪnd ˈblu əz ˈhɑɹd əz i ˈkʊd, bət ðə ˈmoɹ hi ˈblu ðə ˈmoɹ ˈklosli dɪd ðə ˈtɹævlɚ ˈfold hɪz ˈklok əˈɹaʊnd ɪm;]
[ˌæn ət ˈlæst ðə ˈnoɹθ ˌwɪnd ˌɡev ˈʌp ði əˈtɛmpt. ˈðɛn ðə ˈsʌn ˈʃaɪnd ˌaʊt ˈwoɹmli ənd ɪˈmidiətli ðə ˈtɹævlɚ ˈtʊk ˌɑf ɪz ˈklok.]
[ən ˈso ðə ˈnoɹθ ˌwɪnd wəz əˈblaɪʒ tɪ kənˈfɛs ðət ðə ˈsʌn wəz ðə ˈstɹɑŋɡɚ əv ðə ˈtu.]
Narrow transcription (differences emphasized)
[ðə ˈnɔɹθ ˌwɪnd ən ə ˈsʌn wɚ dɪsˈpjuɾɪŋ ˈwɪtʃ wəz ðə ˈstɹɑŋɡɚ, wɛn ə ˈtɹævlɚ ˌkem əˈlɑŋ ˈɹæpt ɪn ə ˈwɔɹm ˈklok.]
[ðe əˈɡɹid ðət ðə ˈwʌn hu ˈfɚst səkˈsidəd ɪn ˈmekɪŋ ðə ˈtɹævlɚ ˈtek ɪz ˈklok ˌɑf ʃʊd bi kənˈsɪdɚd ˈstɹɑŋɡɚ ðən ðɪ ˈʌðɚ.]
[ðɛn ðə ˈnɔɹθ ˌwɪnd ˈblu əz ˈhɑɹd əz hi ˈkʊd, bət ðə ˈmɔɹ hi ˈblu ðə ˈmɔɹ ˈklosli dɪd ðə ˈtɹævlɚ ˈfold hɪz ˈklok əˈɹaʊnd hɪm;]
[ˌæn ət ˈlæst ðə ˈnɔɹθ ˌwɪnd ˌɡev ˈʌp ði əˈtɛmpt. ˈðɛn ðə ˈsʌn ˈʃaɪnd ˌaʊt ˈwɔɹmli ənd ɪˈmidiətli ðə ˈtɹævlɚ ˈtʊk ˌɑf ɪz klok.]
[ən ˈso ðə ˈnɔɹθ ˌwɪnd wəz əˈblaɪʒ tɪ kənˈfɛs ðət ðə ˈsʌn wəz ðə ˈstɹɑŋɡɚ əv ðə ˈtu.]
Orthographic version
The North Wind and the Sun were disputing which was the stronger, when a traveler came along wrapped in a warm cloak.
They agreed that the one who first succeeded in making the traveler take his cloak off should be considered stronger than the other.
Then the North Wind blew as hard as he could, but the more he blew the more closely did the traveler fold his cloak around him;
and at last the North Wind gave up the attempt. Then the Sun shined out warmly, and immediately the traveler took off his cloak.
And so the North Wind was obliged to confess that the Sun was the stronger of the two.
また、この寓話は「主の祈り」よりも自然な言葉が使われていることから、比較言語学における対訳テキストとしても提案されている。また、即興で語られたものは、特定の言語内の方言による違いを示すこともある。例えば上の例では、イギリス英語の用法がshoneのところをshinedとしている。以前のIPAハンドブックでは、イギリス南部やスコットランド版ではshoneと転写されていたが、アメリカ英語版ではbeginning to shineと転写されていた。ニュージーランド英語の例示では、南半球であることから、タイトルが「南風と太陽」に置き換えられている。

## その他
- E-girls、久保田利伸、徳永英明 、ハートバザール、YeLLOW Generation、LOST IN TIMEに同名の楽曲がある。
- 松井和彦作曲・台本による、「イソップオペラ三部作」に、同名のオペラがある。